# Einar Berntsen
Einar Berntsen (Tønsberg, Vestfold, 20 de novembre de 1891 - Nøtterøy, Vestfold, 1 de febrer de 1965) va ser un regatista i patinador de velocitat noruec que va competir a començaments del segle xx.
El 1920 va prendre part en els Jocs Olímpics d'Anvers, on va guanyar la medalla de bronze en els 6 metres (1907 rating) del programa de vela, a bord del Stella, junt a Trygve Pedersen i Henrik Agersborg.
Amb anterioritat, i en els anys previs a la Primera Guerra Mundial, va destacar com a patinador de velocitat.